# آبشار تویستر
آبشار تویستر (به انگلیسی: Twister Falls) آبشاری است که در شهرستان هود ریور، اورگن، اورگن واقع شده و ارتفاع کلی ریزشگاه آن 140 feet است.